# Ronel
Ronel korábbi község Franciaország Okcitánia régiójában, Tarn megyében. Lakosainak száma 333 fő (2018. január 1.). Ronel Dénat, Fauch, Lombers, Réalmont, Roumégoux és Saint-Lieux-Lafenasse községekkel határos.
2019. január 1-jén öt másik korábbi községgel egyesült és az így létrejött Terre-de-Bancalié új község része lett.

## Népesség
A település népessége az elmúlt években az alábbi módon változott:
| Lakosok száma | 312  | 328  | 342  | 334  | 333  |
|               | 2013 | 2015 | 2016 | 2017 | 2018 |